# Piotr Trochowski
Piotr Trochowski (sinh ngày 22 tháng 3 năm 1984 ở Tczew) là một cựu cầu thủ người Đức gốc Ba Lan chơi ở vị trí tiền vệ tấn công. Anh được biết đến với khả năng sút bóng bằng chân trái rất mạnh cùng khả năng đi bóng kĩ thuật.

## Tuổi thơ
Sinh ở Ba Lan cùng bố là Wiesław và mẹ là Alicja và một số anh em, gia đình rời Tczew để chuyển đến Hamburg khi Piotr 5 tuổi.

## Sự nghiệp câu lạc bộ
Vào năm 9 tuổi, Trochowski bắt đầu sự nghiệp cùng Billsted Horn, sau đó chơi cho Concordina Hamburg, và cho St. Pauli, ở Hamburg. Vào năm 1999, anh chuyển tới Bayern München bắt đầu thi đấu cho đội dự bị và sau đó là cho đội nghiệp dư.Tuy nhiên, số lần ra sân của anh cũng là rất ít.
Vào tháng 1 năm 2005, anh chuyển về Hamburg để chơi cho Hamburger SV.Huấn luyện viên Thomas Doll tạo cho anh cơ hội và Trochowski đã tiến bộ lên. Trong 2 mùa giải đầu tiên, anh đã tạo dựng được tiếng tăm và được vào đội hình chính, ghi 5 bàn (trong đó có một bàn cùng 1 pha kiến tạo trong trận thắng 2-0 vào ngày 24 tháng 9 năm 2005 trước chính Bayern München) ngay trong mùa giải đầu tiên và Hamburg được dự UEFA Champions League.

## Thi đấu quốc tế
Kể từ khi Trochowski được sinh ra trong một ra đình Ba Lan nhập cư và nói tiếng Ba Lan, anh luốn được hướng để chơi cho Ba Lan.Mẹ anh gửi rất nhiều thư cho Hiệp hội bóng đá Ba Lan để nó về tài năng của con mình và mong muốn anh được triệu tập vào đội tuyển. Tuy nhiên, liên đoàn lại không quan tâm, khiến cho cả Trochowski và mẹ anh đều thất vọng, và anh quyết định chọn chơi cho Đức. Trái tim tôi luôn hướng về Ba Lan, nhưng họ không thích tôi, do vậy tôi chơi cho đội tuyển Đức.Không có bất cứ một bức thư phản hồi nào lại bức của mẹ tôi, và người Đức đã để ý đến tôi - anh nói trong một cuộc phỏng vấn vào tháng 8 năm 2005.
Trochowski chơi cho đội U-20 Đức ở giải trẻ vô địch thế giới vào năm 2003. Một năm sau khi chuyển đến Hamburg, huấn luyện viên đội tuyển quốc gia Joachim Low gọi anh lần đầu tiên, và anh có trận ra mắt vào ngày 7 tháng 10 năm 2006 trong trận tiếp Gruzia.Có 6 lần ra sân ở vòng loại, Trochowski là một trong 23 cầu thủ của đội tuyển Đức ở Euro 2008. Anh ghi bàn đầu tiên cho đội tuyển Đức vào ngày 15 tháng 10 năm 2008 ở vòng loại World Cup 2010 trong trận tiếp Wales. Tại World Cup 2010, anh được triệu tập vào danh sách 23 cầu thủ lên đường sang Nam Phi. Trong hai trận đầu tiên gặp đội tuyển bóng đá quốc gia Úc và đội tuyển bóng đá quốc gia Serbia, anh đều không được ra sân. Ở trận thứ ba gặp đội tuyển bóng đá quốc gia Ghana, anh vào sân ở phút 67 thay Thomas Müller. Ở trận đấu tiép theo thắng 4-1 trước đội tuyển bóng đá quốc gia Anh, Trochowksi lại được vào sân thay Thomas Müller. Và sau đó ở trận thắng 4-0 trước Argentina, anh cũng lại vào sân thay Muller. Ở trận thua 1-0 trước Tây Ban Nha ở bán kết, anh được ra sân từ đầu thay thế Muller không được ra sân do dính thẻ phạt, anh chơi không nổi bật, tình huống đáng kể nhất của anh là cú sút khiến Iker Casillas phải tung người đẩy bóng, ở hiệp hai anh bị thay ra để nhường chỗ cho Toni Kroos.

## Thống kê sự nghiệp

### Câu lạc bộ
Tính đến 26 tháng 11 năm 2015.
| Câu lạc bộ          | Câu lạc bộ           | Câu lạc bộ            | Giải vô địch quốc gia | Giải vô địch quốc gia | Cúp quốc gia | Cúp quốc gia | Châu Âu | Châu Âu | Tổng cộng | Tổng cộng |
| Mùa giải            | Câu lạc bộ           | Giải vô địch quốc gia | Trận                  | Bàn                   | Trận         | Bàn          | Trận    | Bàn     | Trận      | Bàn       |
| Đức                 | Đức                  | Đức                   | Bundesliga            | Bundesliga            | DFB-Pokal    | DFB-Pokal    | Châu Âu | Châu Âu | Tổng cộng | Tổng cộng |
| ------------------- | -------------------- | --------------------- | --------------------- | --------------------- | ------------ | ------------ | ------- | ------- | --------- | --------- |
| 2001–02             | Bayern München II    | Regionalliga Süd      | 7                     | 0                     | 0            | 0            | —       | —       | 7         | 0         |
| 2002–03             | Bayern München II    | Regionalliga Süd      | 9                     | 1                     | 1            | 0            | —       | —       | 10        | 1         |
| 2002–03             | FC Bayern München    | Bundesliga            | 3                     | 0                     | 0            | 0            | 0       | 0       | 3         | 0         |
| 2003–04             | FC Bayern München    | Bundesliga            | 10                    | 1                     | 1            | 1            | 0       | 0       | 11        | 2         |
| 2003–04             | FC Bayern München II | Regionalliga Süd      | 17                    | 6                     | 0            | 0            | —       | —       | 17        | 6         |
| 2004–05             | FC Bayern München II | Regionalliga Süd      | 5                     | 1                     | 1            | 0            | —       | —       | 6         | 1         |
| 2004–05             | Hamburger SV         | Bundesliga            | 3                     | 0                     | 0            | 0            | —       | —       | 3         | 0         |
| 2005–06             | Hamburger SV         | Bundesliga            | 32                    | 5                     | 3            | 0            | 16      | 2       | 51        | 7         |
| 2006–07             | Hamburger SV         | Bundesliga            | 26                    | 2                     | 1            | 0            | 8       | 1       | 35        | 3         |
| 2007–08             | Hamburger SV         | Bundesliga            | 32                    | 1                     | 4            | 2            | 14      | 3       | 50        | 6         |
| 2008–09             | Hamburger SV         | Bundesliga            | 33                    | 6                     | 3            | 0            | 5       | 0       | 39        | 5         |
| 2009–10             | Hamburger SV         | Bundesliga            | 33                    | 4                     | 1            | 3            | 13      | 2       | 47        | 9         |
| 2010–11             | Hamburger SV         | Bundesliga            | 21                    | 2                     | 1            | 0            | —       | —       | 22        | 2         |
| Tây Ban Nha         | Tây Ban Nha          | Tây Ban Nha           | La Liga               | La Liga               | Copa del Rey | Copa del Rey | Châu Âu | Châu Âu | Tổng cộng | Tổng cộng |
| 2011–12             | Sevilla              | La Liga               | 35                    | 1                     | 3            | 0            | 2       | 0       | 40        | 1         |
| 2012–13             | Sevilla              | La Liga               | 6                     | 2                     | 0            | 0            | —       | —       | 6         | 2         |
| 2013–14             | Sevilla              | La Liga               | 18                    | 0                     | 1            | 0            | 5       | 0       | 24        | 0         |
| Đức                 | Đức                  | Đức                   | Bundesliga            | Bundesliga            | DFB-Pokal    | DFB-Pokal    | Châu Âu | Châu Âu | Tổng cộng | Tổng cộng |
| 2015–16             | FC Augsburg          | Bundesliga            | 3                     | 0                     | 0            | 0            | 4       | 2       | 7         | 2         |
| Tổng cộng sự nghiệp | Tổng cộng sự nghiệp  | Tổng cộng sự nghiệp   | 293                   | 32                    | 20           | 6            | 67      | 10      | 378       | 48        |

### Bàn thắng quốc tế
Scores and goals list Germany's goal tally first.
| #  | Ngày                 | Địa điểm                                  | Đối thủ | Bàn thắng | Kết quả | Giải đấu                 |
| -- | -------------------- | ----------------------------------------- | ------- | --------- | ------- | ------------------------ |
| 1. | 15 tháng 10 năm 2008 | Borussia-Park, Mönchengladbach, Đức       | Wales   | 1–0       | 1–0     | Vòng loại World Cup 2010 |
| 2. | 2 tháng 6 năm 2009   | Sân vận động Sheikh Zayed, Abu Dhabi, UAE | UAE     | 3–0       | 7–2     | Giao hữu                 |

## Đời sống riêng tư
Piotr là thành viên trong một gia đình có truyền thống bóng đá - ba người anh trai của anh đều là cầu thủ bán chuyên nghiệp: Christoph (chơi cho SC V/W Billstedt), Slawomir (chơi cho Hamm United), và Arkadiusz (chơi cho TuS Hamburg).